# Флориди (Апулей)
Флориди (Квітник; лат. Florida) — збірник фрагментів з 23 промов давньоримського письменника Апулея. За згадуваним в промовах імен деяких проконсулів, промови були написані в період 150—170 н. е. і вимовлені в різний час перед сенатом і коміціями римської провінції Африка у її столиці — Карфагені.

## Склад і значення збірника
Ймовірно, спочатку «Флориди» містили тільки цілісні промови, через те, що рукописна традиція ділить їх на чотири книги (сувої), тоді як текст, що дійшов ледь перевищує одну книгу. У невідомий час якийсь шанувальник Апулея відібрав 23 уривки, які відомі тепер. Відбір проводився чисто стилістично, ніякого смислового зв'язку між уривками немає. Більш того, деякі з них починаються або закінчуються на середині фрази. Загальним для всього тексту є витонченість і відточеність стилю, характерні для другої софістики і особливо для Апулея. Крім цього"«„Флориди“ — дзеркало суспільних і літературних звичаїв тієї епохи, її ідей, настроїв і радощів».